# Ленаугайм
Ленаугайм (рум. Lenauheim) — село у повіті Тіміш в Румунії. Входить до складу комуни Ленаугайм.
Село розташоване на відстані 444 км на північний захід від Бухареста, 35 км на захід від Тімішоари.

## Населення
За даними перепису населення 2002 року у селі проживали 1714 осіб.
Національний склад населення села:
| Національність | Кількість осіб | Відсоток |
| -------------- | -------------- | -------- |
| румуни         | 1555           | 90,7%    |
| німці          | 89             | 5,2%     |
| цигани         | 33             | 1,9%     |
| угорці         | 29             | 1,7%     |
| серби          | 5              | 0,3%     |

Рідною мовою назвали:
| Мова      | Кількість осіб | Відсоток |
| --------- | -------------- | -------- |
| румунська | 1595           | 93,1%    |
| німецька  | 74             | 4,3%     |
| угорська  | 28             | 1,6%     |
| циганська | 12             | 0,7%     |